# زهير درويش
زهير درويش (5 مايو 1971) ممثل سوري من مواليد قرية الصويري في ريف حمص الغربي. قام بالعديد من الأعمال التلفزيونية وهو مؤدي صوت يحيى في مسلسل سنوات الضياع وهو زوج الممثلة اللبنانية دارينا الجندي .

## من أعماله

### في التلفزيون
- رمح النار
- مرايا 93
- ضيعة ضايعة
- الجوارح
- القلاع
- حكايا 2001
- اخر الفرسان
- يوميات مدير عام
- زمان الوصل
- ولادة من الخاصرة 2: ساعات الجمر 2012
- الزير سالم ((أبو ليلى المهلهل)) 2000 بدور طرفة القيسي
- الموت القادم إلى الشرق بدور قصي
- الكواسر بدور اتارك
- البواسل بدور جثامه
- المسلوب بدور القاطع
- شوق بدور الأمير
- ولاد بديعة بدور الشيخ نذير